# 中山富太郎
中山 富太郎（なかやま とみたろう、1922年12月12日 - 2017年10月23日）は、日本の経営者、銀行家。八十二銀行頭取を務めた。

## 経歴
長野県出身。1946年に京都帝国大学経済学部経済学科を卒業し、同年に八十二銀行に入行。1977年12月に取締役に就任し、1981年に常務、1984年に副頭取を経て、1989年6月に頭取に就任。1994年6月に会長に就任し、1997年6月には取締役相談役に就任。
1993年4月に勲三等瑞宝章を受章。
2017年10月23日老衰のために死去。94歳没。